# Azawi
Azawi (anhörenⓘ), bürgerlich Priscilla Zawedde (* 2. Februar 1996 in Kampala) ist eine ugandische Afrobeats-Sängerin und Tänzerin.
Sie wurde 2019 von Swangz Avenue unter Vertrag genommen und ist nach Eddy Kenzo und Bobi Wine der erste weibliche und dritte ugandische Musiker, der (2021) auf einer Plakatwand am New Yorker Times Square und in Los Angeles zu sehen war.
Sie singt in den Sprachen Luganda und Englisch.

## Leben und Karriere
Priscilla Zawedde wurde am 2. Februar 1996 in Kampala geboren und besuchte die Makerere-Universität, wo sie einen Bachelor erwarb.
Azawi begann ab 2005 als Tänzerin in mehreren Tanzgruppen.
Im November 2019 nahm sie das Management von Swangz Avenue unter Vertrag.
Der Durchbruch gelang ihr im Januar 2020, als sie ihre erste Single Quinamino veröffentlichte.
Im Jahre 2021 wurde sie von den Janzi Awards als Künstlerin des Jahres ausgezeichnet.

## Diskographie
Veröffentlichte Alben und EPs:
- Lo Fit (2020)
- African Music (2021)